# Chalawan
Chalawan (47 Ursae Majoris, abgekürzt: 47 UMa) ist ein Gelber Zwerg ähnlich der Sonne, der sich in rund 46 Lichtjahren Entfernung im Sternbild Großer Bär befindet. Der Stern hat ein Planetensystem, das nachweislich aus drei Exoplaneten besteht.

## Namensherkunft
Die ursprüngliche Bezeichnung des Sterns war 47 Ursae Majoris. Nach einem öffentlich ausgeschriebenen Wettbewerb der IAU erhielt Chalawan am 15. Dezember 2015 seinen offiziellen Namen nach einem Krokodilkönig in der Mythologie des thailändischen Volksglaubens.

## Entfernung und Sichtbarkeit
Chalawan befindet sich relativ nahe bei unserem Sonnensystem. Aufgrund der astrometrischen Parallaxenmessung durch den Hipparcos-Satelliten, die eine Parallaxe von ca. 71 Millibogensekunden ergab, befindet sich der Stern in einer Entfernung von ungefähr 14,1 Parsec. Da der Stern eine scheinbare Helligkeit von 5,1 besitzt, ist es unter guten Bedingungen möglich, diesen Stern mit bloßem Auge am Nachthimmel zu erspähen.

## Stellare Eigenschaften
Die Masse von Chalawan ist ungefähr so groß wie die der Sonne, allerdings besitzt der Stern rund 10 % mehr Eisen als die Sonne. Der Spektraltyp von Chalawan ist G1V, weswegen er mit knapp 5855 K Oberflächentemperatur leicht wärmer als die Sonne ist. Die absolute Helligkeit beträgt +4,29 Größenklassen. Dies bedeutet, dass seine Leuchtkraft ungefähr 60 % größer ist als die der Sonne. Wie auch die Sonne befindet sich Chalawan auf der Hauptreihe im HR-Diagramm. Er wandelt in seinem Kern mittels Kernfusion also Wasserstoff zu Helium um. Aufgrund der Chromosphärenaktivität wird geschätzt, dass der Stern knapp 6 Milliarden Jahre alt ist, obwohl evolutionäre Modelle ein Alter von 8,7 Milliarden Jahren ergeben.

## Planetensystem

Die Umlaufbahnen der Planeten von Chalawan (schwarz) und im Sonnensystem (blau) im Vergleich

1996 wiesen die beiden amerikanischen Astronomen Geoffrey Marcy und R. Paul Butler nach, dass Chalawan von einem Planeten umkreist wird. Diese Entdeckung basierte auf Messungen der Radialgeschwindigkeit des Sterns, die von umkreisenden Planeten leicht beeinflusst wird. Diese Messungen wurden mithilfe des Dopplereffektes im Spektrum des Stern vorgenommen. Der Planet mit etwas mehr als der zweieinhalbfachen Jupitermasse erhielt die Bezeichnung Taphao Thong und umkreist seinen Zentralstern einmal in rund 1078 Tagen.
Ein zweiter Planet, genannt Taphao Kaew, wurde 2001 von Debra Fischer, Geoffrey Marcy und R. Paul Butler wiederum mit der Radialgeschwindigkeitsmethode entdeckt. Er benötigt für einen Umlauf rund 2391 Tage und hat etwa die Hälfte der Masse des Jupiter.
Beide Planeten befinden sich in einer ähnlichen Konfiguration wie Jupiter und Saturn im Sonnensystem. Das Verhältnis der Umlaufzeiten liegt in beiden Systemen bei ca. 5:2, und das Massenverhältnis ist ebenfalls identisch. Die kleinere Größenordnung und die größeren Massen implizieren zudem, dass zwischen beiden Planeten stärkere gegenseitige gravitative Beeinflussungen stattfinden als zwischen Saturn und Jupiter. Hieraus folgt, dass die wahren Massen der Planeten nicht viel größer sein können als die durch die Radialgeschwindigkeitsmessungen bestimmten Minimalmassen.
Aufgrund weiterer Analysen der Radialgeschwindigkeitsdaten des Sterns mit Hilfe der Bayesschen Statistik gaben Philip C. Gregory und Debra Fischer im Jahr 2010 die Entdeckung eines dritten Planeten bekannt, 47 Ursae Majoris d. Er befindet sich deutlich weiter von seinem Zentralstern entfernt (ca. 11,6 AE) und benötigt für einen Umlauf etwa 38 Jahre. Seine Mindestmasse entspricht der 1,6-fachen Jupitermasse.
Simulationen ergeben, dass im inneren Bereich der habitablen Zone von Chalawan ein Gesteinsplanet auf einer stabilen Umlaufbahn existieren könnte. Die Präsenz eines Gasriesen innerhalb von 2,5 AE Entfernung vom Stern dürfte jedoch die Bildung von Planeten und von Wasservorkommen auf diesen gestört haben. Etwaige Planeten in der habitablen Zone von Chalawan sind daher wahrscheinlich klein und trocken.
Planetensystem von Chalawan
| Planet (nach Entfernung vom Stern) | Entdeckung (Jahr) | Masse (in M♃)      | Umlaufzeit (in Tagen) | Große Halbachse (in AE) | Exzentrizität      |
| ---------------------------------- | ----------------- | ------------------ | --------------------- | ----------------------- | ------------------ |
| Taphao Thong                       | 1996              | 2,53 +0,07−0,06    | 1078 ± 2              | 2,100 ± 0,02            | 0,032 ± 0,014      |
| Taphao Kaew                        | 2001              | 0,540 +0,066−0,073 | 2391 +100−87          | 3,6 ± 0,1               | 0,098 +0,047−0,096 |
| 47 Ursae Majoris d                 | 2010              | 1,64 +0,29−0,48    | 14002 +4018−5095      | 11,6 +2,1−2,9           | 0,16 +0,09−0,16    |